# 大棘珍燈魚
大棘珍灯鱼（学名：Lampanyctus acanthurus）为輻鰭魚綱燈籠魚目灯笼鱼科的其中一種。分布于北太平洋海域，為深海魚類，棲息深度可達0-560公尺，體長可達13公分。

## 扩展阅读
維基物種上的相關：大棘珍灯鱼